# Geron declinatus
Geron declinatus är en tvåvingeart som beskrevs av Scarbrough 1985. Geron declinatus ingår i släktet Geron och familjen svävflugor. Inga underarter finns listade i Catalogue of Life.